# Rivoli
Rivoli (piemonti nyelven Rìvole) lakosai száma (49 818) alapján Torinó megye harmadik, és Piemont régió hetedik legnagyobb települése.

## Elhelyezkedése
Torinótól nyugatra, az Alpok, a Pó-síkság között helyezkedik el és a környék egyik legnagyobb idegenforgalmi központja.

## Történelme
Területe már a neolitikum idején lakott volt, később egy kelta-ligúr népcsoport, a taurinok foglalták el, és ez idő alatt alakultak ki a városiasodás kezdetleges formái.
A Római Birodalom hatalmának gyengülésekor Rivoli kereskedelmi jelentőségét felváltotta katonai stratégiai fontossága. 312-ben Constantinus és Maxentius csapatai között zajlott ütközet a területen. Az ókorban és a középkor közötti átmeneti időszakban megfigyelhető a limes védelmi rendszerének megerősítése és a mezőgazdasági tevékenység egyre inkább háttérbe szorulása.
A Novalesai Apátság alapítása (726) után Nagy Károly frankjai ellenőrzése alá kerülnek a grófok és márkik. 996-ban III. Ottó német-római császár Amizone püspöknek ítélte Rivolit.
A modern Rivoli politikai és szociális struktúrájának kialakulása a Savoya-családhoz köthető, akik 1247-ben foglalták el a Rivoli kastélyt. A 14–15. században a városközpontot falakkal vették körül.
1713-ban az utrechti szerződéssel II. Viktor Amadé lett Szicília (később Szardínia) uralkodója és a területen megjelentek az új abszolutista állam központosításának jelei: út épült, amely Rivolit a fővárossal kötötte össze, valamint elkészültek egy új, impozáns kastély tervei.
1835-ben rendszeres összeköttetés született Torino és Rivoli között omnibusszal és vasúton. A 19. század első felének ipari fejlődése következtében a város gyors növekedésnek indult, és egyre több migráns érkezett más olasz régiókból.

## Látnivalók
A Rivoli kastélyt, ami a mai napig befejezetlen, Filippo Juvarra tervezte, 1984 óta a Kortárs Művészeti Múzeumnak, és egy könyvtárnak ad otthont. A kastély a Rivoli-dombon helyezkedik el, ahonnan nagyszerű panoráma nyílik Torinóra.
La casa del Conte Verde (a Zöld Gróf háza) Rivoli belvárosának legrégebbi részén található, és a 14. században épült. Gótikus stílusa keveredik a piemonti építészet és a reneszánsz stílusjegyeivel.
- Santa Maria della Stella harangtornya
- Santa Croce templom
- Maison Musique

## Gasztronómia
Közismert édességei a Torta Ripulae és a Baci di Rivoli.

## Rivolihoz kapcsolódó személyiségek
- Riccardo Corallo labdarúgó
- Rita Grande teniszező
- II. Viktor Amadé szárd–piemonti király
- I. Károly Emánuel, Savoya hercege
- Giuseppe Vavassori labdarúgó
- Perturbazione zenekar

## Testvérvárosok
- Mollet del Vallès, Spanyolország
- Ravensburg, Németország
- Kranj, Szlovénia
- Montélimar, Franciaország

## Fordítás
- Ez a szócikk részben vagy egészben  a   Rivoli című olasz Wikipédia-szócikk ezen változatának fordításán alapul.  Az eredeti cikk szerkesztőit annak laptörténete sorolja fel. Ez a jelzés csupán a megfogalmazás eredetét és a szerzői jogokat jelzi, nem szolgál a cikkben szereplő információk forrásmegjelöléseként.
- Ez a szócikk részben vagy egészben  a   Castello di Rivoli című olasz Wikipédia-szócikk fordításán alapul.  Az eredeti cikk szerkesztőit annak laptörténete sorolja fel. Ez a jelzés csupán a megfogalmazás eredetét és a szerzői jogokat jelzi, nem szolgál a cikkben szereplő információk forrásmegjelöléseként.

## Galéria

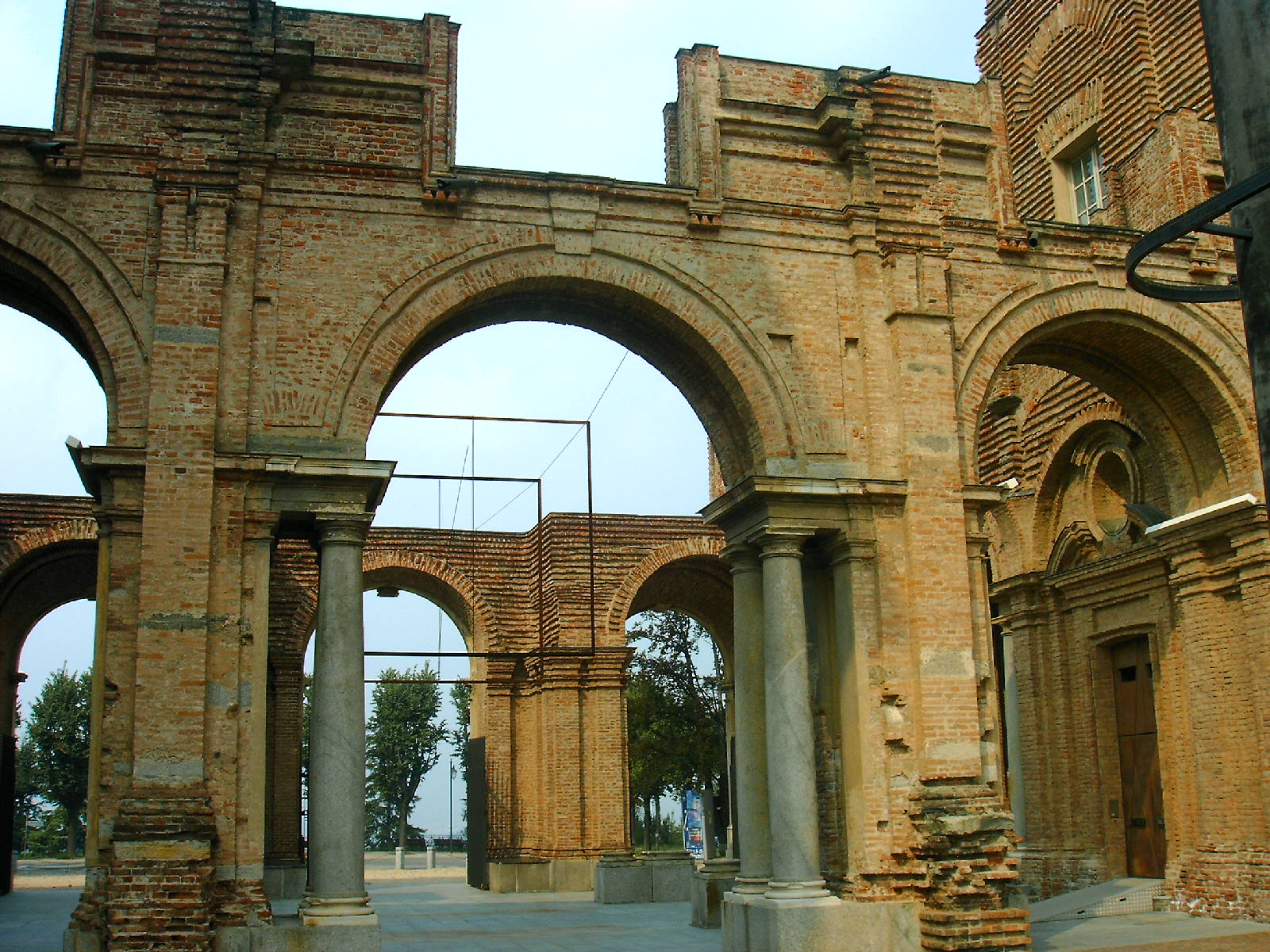
Rivoli kastély
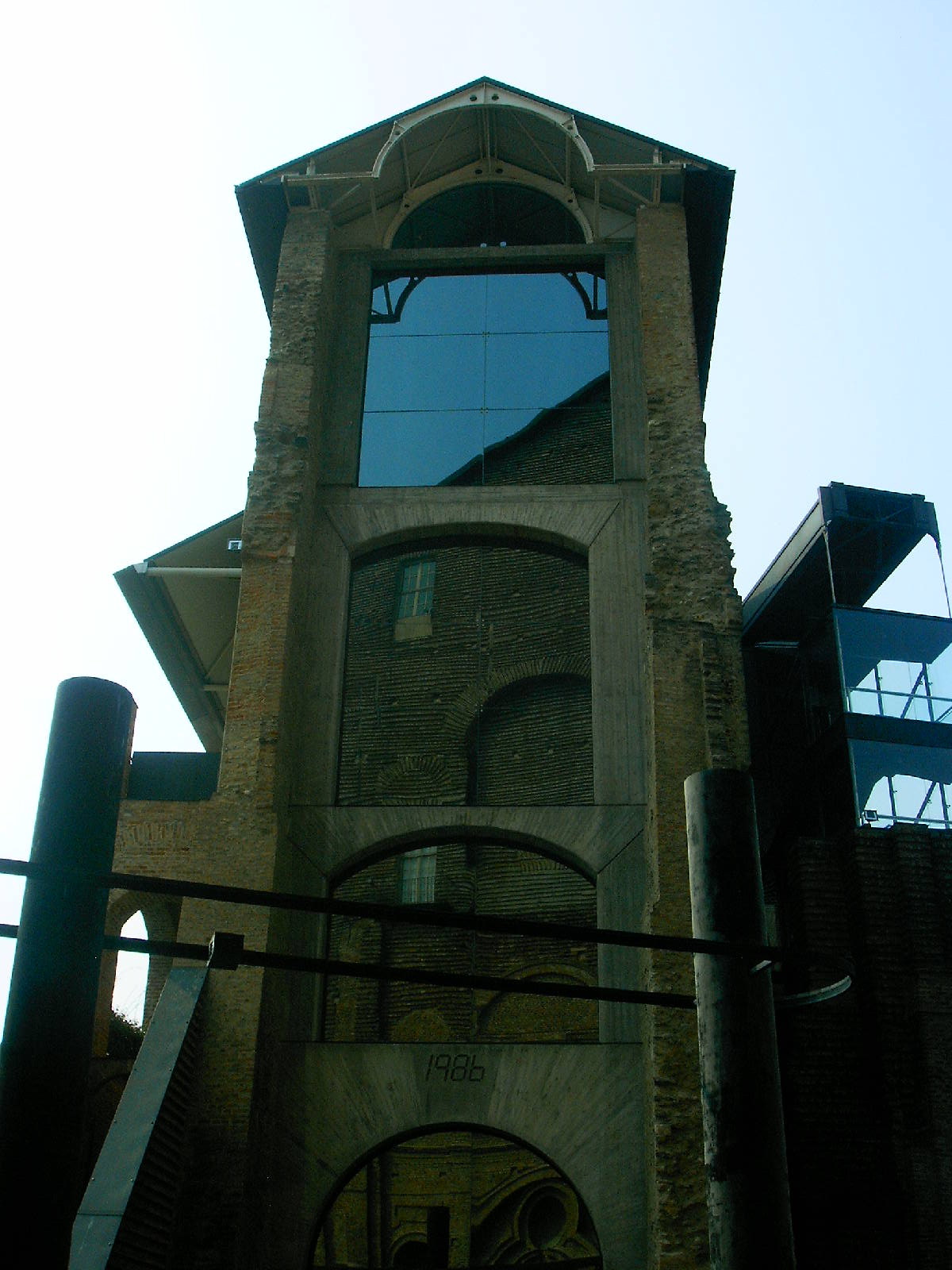
Rivoli kastély
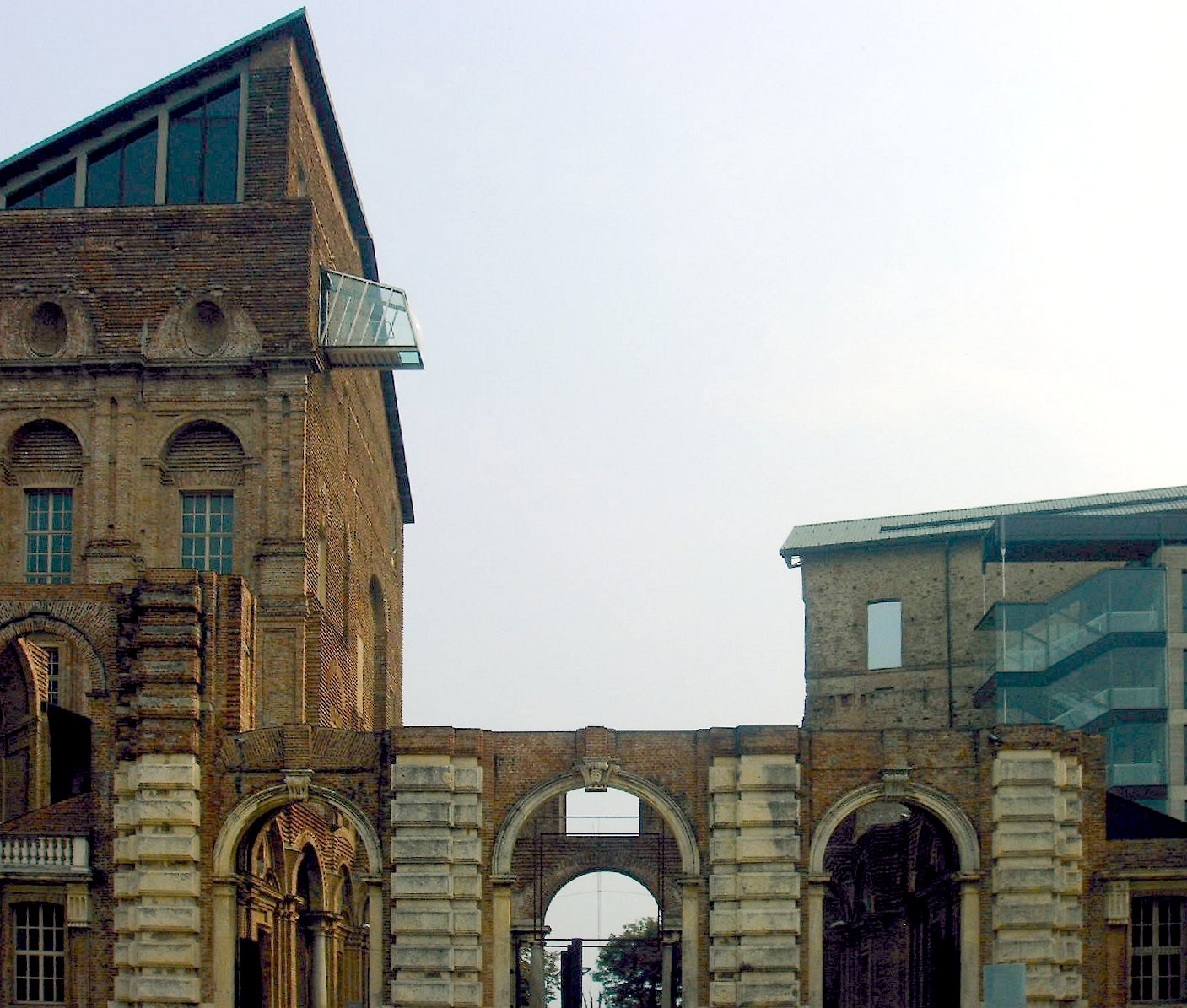
Rivoli kastély